# Balinskyia
Balinskyia — рід вогнівкових метеликів з триби Cryptoblabini (підродина Phycitinae), види якого поширені в Тропічній Африці, на Мадагаскарі та островах західної частини Індійського океану. Названий на честь українського та південноафриканського біолога Бориса Балінського, який описав типовий вид роду.

## Опис
Антени складні, з товстою булавою, основна третина зі сплощеними члениками, які утворюють унікальну серед вогнівкових структуру з незрозумілою функцією. Хоботок добре розвинений. Губні полапки з довгою та щільною щіточкою з лусочок, щелепні полапки також довгі, зі щіточкою на кінці.
Передні крила самця вузькі, опукло-закруглені на кінці. Задні крила самки дещо ширші, ніж у самця.

## Види та ареал
До роду віднесено два види:
- B. afidis Leraut G., 2019[2] — поширений на Мадагаскарі та Коморських островах
- B. monstrosa (Balinsky, 1994)[3] — типовий вид роду, описаний Борисом Балінським як Spatulipalpia monstrosa Balinsky, 1994 з Північнокапської провінції ПАР. Також виявлений у Гвінеї, Центрально-Африканській Республіці та на Реюньйоні[4].